# ネプチュニアン砂漠

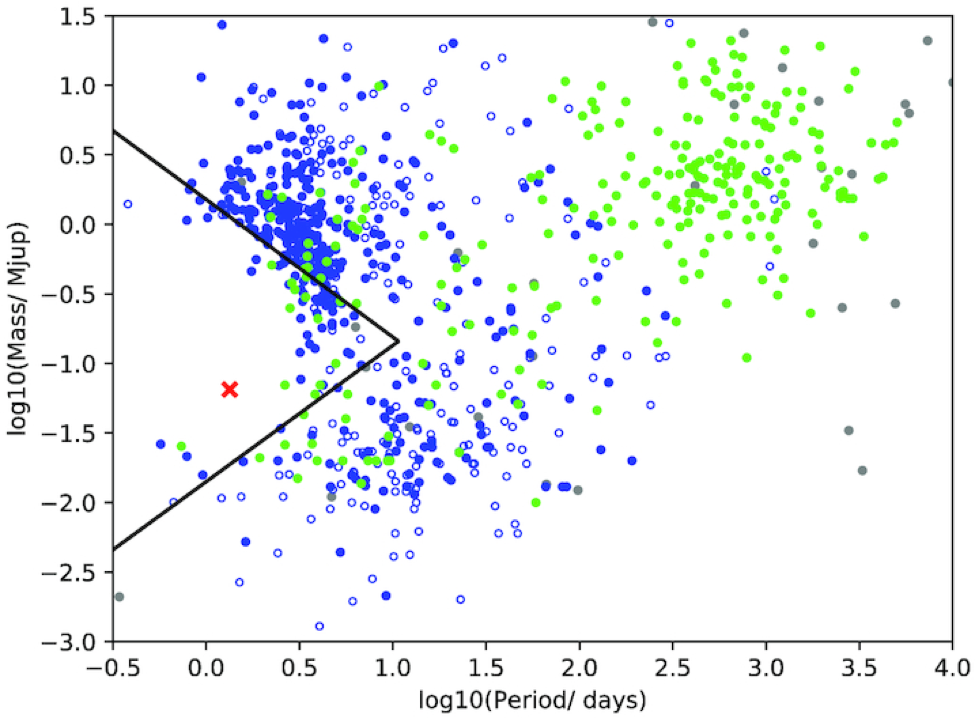
質量が測定された惑星の質量対公転周期の分布。黒い線はネプチュニアン砂漠を示す。NGTS-4bは赤い×印で示されている。

ネプチュニアン砂漠とは、海王星サイズの太陽系外惑星（>0.1木星質量）が見当たらない主星に近い領域（公転周期<2~4日）として広く定義されている。この領域は主星からの強い照射を受ける。そのため、惑星は蒸発して岩石の核だけを残すため、ガス状の大気を保持しないと考えられる。海王星サイズの惑星は、公転周期が短い軌道で見つけやすいはずである。COROTやケプラー宇宙望遠鏡などの観測から、より公転周期の長い軌道で十分に大きな惑星が多数発見されている。観測されたネプチュニアン砂漠をもたらす物理的メカニズムは現在不明であるが、Brown-dwarf desertにおける理由と同様に、公転周期の短いスーパー・アースと木星型惑星の太陽系外惑星の形成メカニズムが異なるためであることが示唆されている。
地球から約922光年離れた場所に位置する地球質量の約20倍、海王星の半径より約20%小さい太陽系外惑星NGTS-4bは、スペクトル分類がK型の恒星であるNGTS-4の「ネプチュニアン砂漠」内を1.3日の周期で公転しており、まだ大気を持っていることが判明した。大気は、惑星の異常に高い核の質量により生き残った可能性がある。または、この主星の活動が最大であった後に、現在の主星に接近した軌道に移動した可能性がある。